# Faguetia falcata
Faguetia falcata är en sumakväxtart som beskrevs av March.. Faguetia falcata ingår i släktet Faguetia och familjen sumakväxter. Inga underarter finns listade i Catalogue of Life.